# Юггот
Ю́ггот (англ. Yuggoth) — вымышленная планета на краю Солнечной системы, которая появляется в творчестве американского писателя Говарда Филлипса Лавкрафта, а также последователей «Мифов Ктулху». Лавкрафт дал это имя планете Плутон в повести «Шепчущий во тьме» (1930), написанной с февраля по сентябрь 1930 года. Юггот упоминается также в цикле сонетов «Грибы с Юггота» (1930), написанных в период с 27 декабря 1929 года по 4 января 1930 года.
На Югготе находится крупная колония Ми-Го, грибовидных и ракообразных инопланетян. Это одна из самых загадочных планет, которые описывает Лавкрафт.
На момент написания повести Плутон ещё не был открыт. Позже Лавкрафт застал его открытие, — что стало для него настоящим подарком. Плутон присвоили название 1 мая 1930 года.  Лавкрафт отождествляет Юггот с Плутоном, однако не приводит на то неопровержимых доказательств.
В середине XX века в массовой культуре бытовало мнение, что за орбитой Плутона может существовать ещё несколько планет, — транснептуновых объектов. Лавкрафт интересовался этой тематикой, поскольку с детства был увлечён астрономией и писал статьи о космосе в местной газете. Позже читатели шутили, было ли открытие девятой планеты Солнечной системы совершенно случайным? Лавкрафт шутил также над именем, которое, по мнению астрономов, ему следовало написать: ведь Плутон назван в честь римского бога подземного мира Плутона.

## Описание

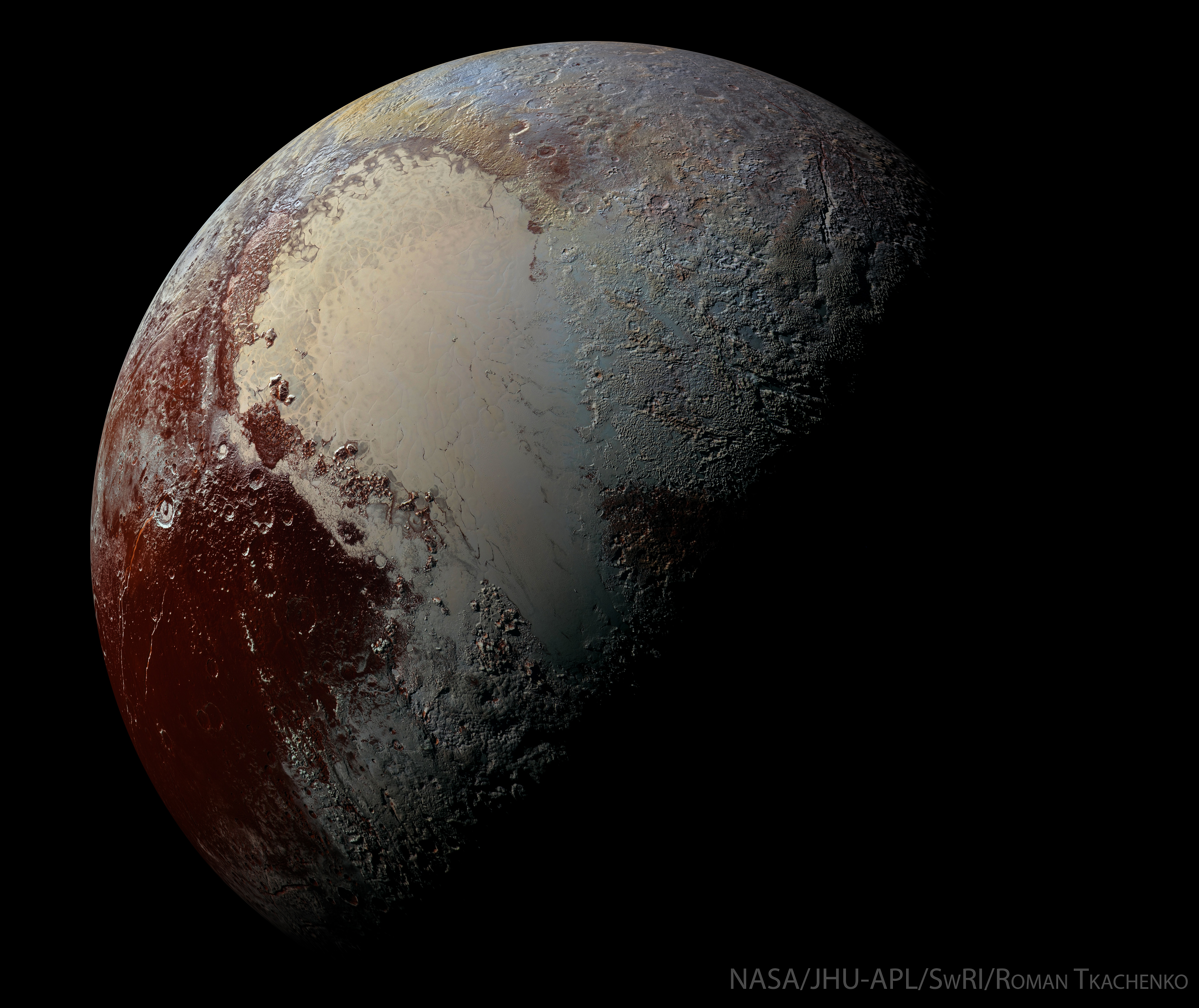
Плутон с борта "New Horizon"

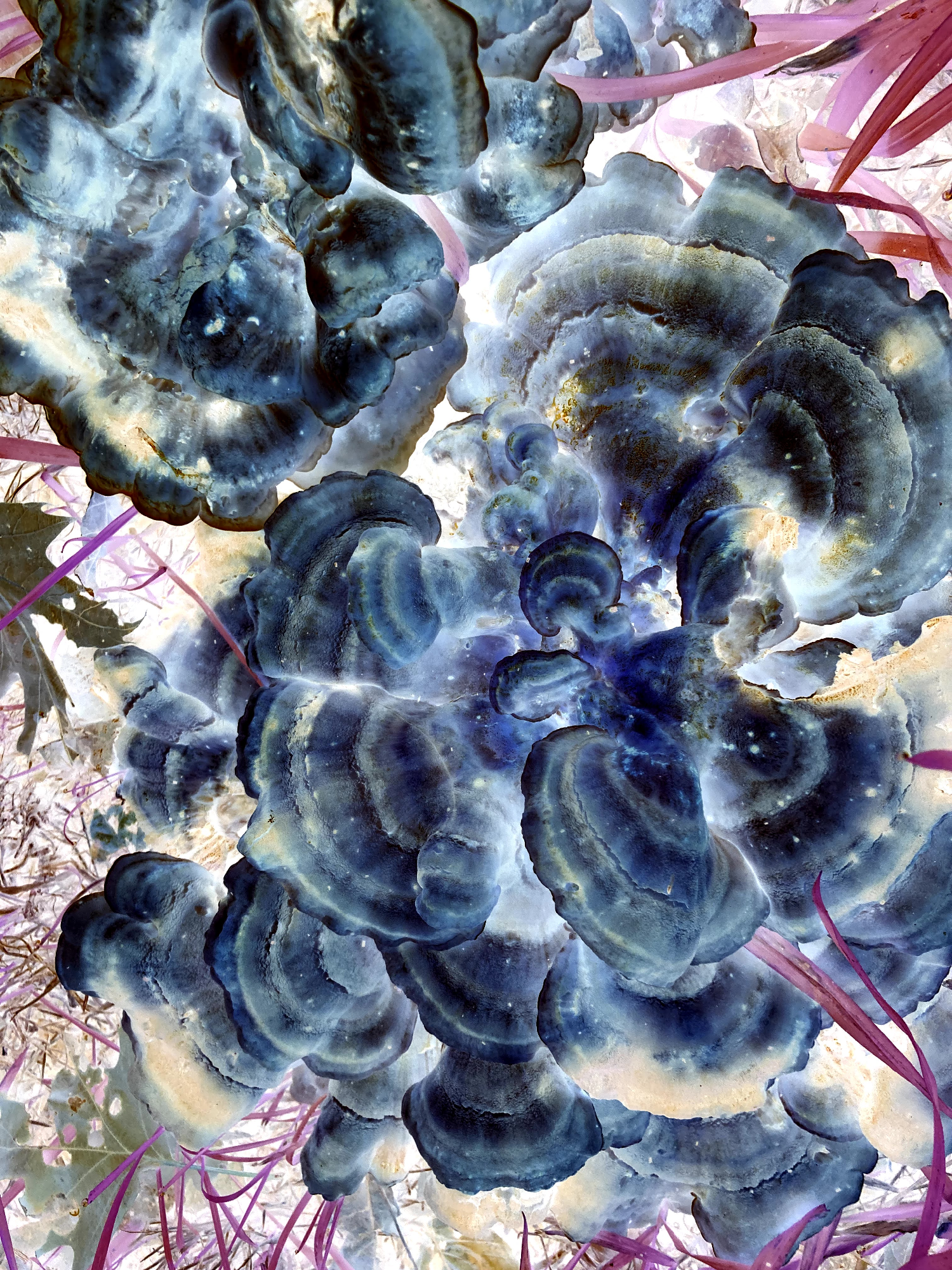
Не имея примера «внеземных садов», нам придётся обойтись негативом грибов. Художник ДжоФин

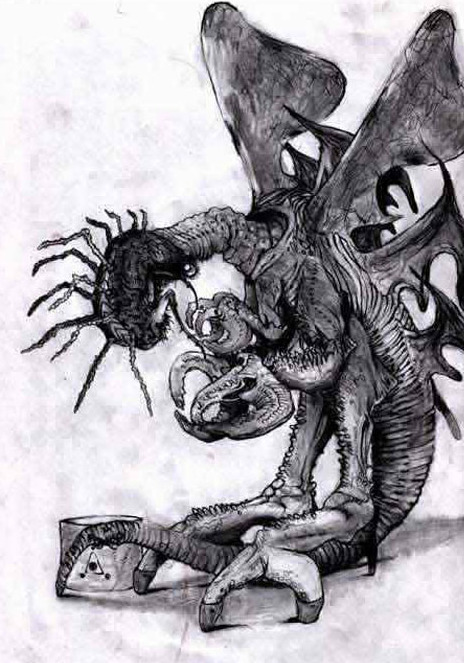
Ми-Го. Хаенна Сунь Цзи

Лавкрафт описывает Юггот как тёмный мир с грибными садами и городами без окон. В центре этих огромных городов, через которые протекают смоляные реки, возвышаются огромные башни из чёрного камня. В небе Юггота почти не видно Солнца — это всего лишь одна звезда среди других, но югготианцев это не волнует: им не нужен свет. В рудниках Юггота добывается неизвестный металл со странными свойствами, что затем транспортируется на Землю. Лавкрафт относит Юггот к «Внутренним мирам» (англ. Inner worlds) в Солнечной системе, — то есть сокрытым в ином измерении или времени. Можно предположить, что учёные узнали про Юггот, а после открыли планету и назвали её Плутон. Юггот наиболее известен тем, что это дом Ми-Го, там расположена их колония, которую они используют как перевалочный пункт на пути с Земли в «Иные миры», что находятся за пределами космоса.

Лавкрафт так описывает Юггот в повести «Шепчущий во тьме» (1930):    
Там, на Югготе, имеются огромные города — гигантские многоярусные сооружения из чёрного камня. Солнце на этой планете светит не ярче звёзд, но тамошние обитатели не нуждаются в свете. Посещение Юггота свело бы с ума любого слабого человека. Чёрные смоляные реки, текущие под загадочными циклопическими мостами, — построенными ещё более древней расой, изгнанной и забытой. Тамошний тёмный мир грибных садов и городов без единого окна не столь ужасен, как может показаться.   
Юггот впервые появляется в цикле сонетов «Грибы с Юггота» (1930), где он описан как локация на Земле. Здесь также появляется образ грибов с другой планеты. Интересное совпадение, что Ми-Го по структуре тела тоже являются растениями и грибами. Позже в повести «Шепчущий во тьме» Юггот стал названием планеты — что является литературным приёмом. Поэтому некоторые последователи «Мифов Ктулху» описывают Юггот — как альтернативное измерение либо древний мир из далёкого прошлого. Оба варианта возможны одновременно. Лавкрафт часто переносит локации из одного места в другое и таким образом создаёт новые вымышленные локации (в «Стране Лавкрафта»).
В рассказе «Ужас в Музее» (1932) описан Ран-Тегот (англ. Rhan-Tegoth) — «его черты напоминают высших позвоночных животных нашей планеты, оно было не из нашей галактики, а с планеты Юггот».
В рассказе «Врата серебряного ключа» (1934) Лавкрафт пишет, что у Юггота своя собственная мини-солнечная система и описывает спутники Юггота: Нитон, Тог и Ток (англ. Nithon, Thog, Thok).

В рассказе «Обитающий во Тьме» (1935) Юггот стал местом сотворения магического камня:
Сияющий Трапецедрон называют окном времени и пространства, и его история прослеживается с той стародавней поры, когда его подвергли огранке на тёмном Югготе, прежде чем Старцы принесли его на землю.  
Можно сравнить название Юггот и Яддит (англ. Yaddit) из рассказа «Обитающий во Тьме» или Яддит-Го из рассказа «Вне времени». В рассказе «Вне времени» упоминается тёмный Лаг-метал (англ. Lagh metal).
Лунные грибы (англ. Lunar Fungi) в зачарованном лесу появляется в повести «Сомнамбулический поиск неведомого Кадата». Некоторые авторы используют образы внеземных грибов с Юггота и Ведьмины круги.

### Обитатели
Ми-го заселили Юггот в конце эпохи Ктулху, а также многие другие планеты, включая аванпосты в недрах Земли (в частности, в Новой Англии). Солнце на Югготе светит очень тускло, не ярче остальных звёзд. Однако, Ми-Го очень тепло отзываются об этой планете.
Ми-го, — «Это розоватые существа около 1,5 метра в длину; их ракообразное тело несёт пару больших спинных плавников или перепончатых крыльев и несколько групп сочленённых конечностей; головой у них служит своеобразный эллипсоид, покрытый множеством коротких усиков».
Некоторым людям, к несчастью, довелось узнать о Ми-го. Намерения Ми-го в отношении человеческого вида неясны, а исходящие от них угрозы тщательно скрываются.  Ми-Го воздействуют на людей телепатически и заманивают их посетить Юггот, но для этого потребуется переместить мозг человека в металлический цилиндр.
Города Ми-го построены из чёрного камня и состоят из домов-башен без окон — подобное описание впервые появляется в рассказе «Полярная звезда». Ми-Го привезли оттуда Чёрный камень с письменами про Древних богов.
Ми-Го говорят о связи Юггота со Страной снов, где события иногда могут происходить в доисторическую эпоху, миллионы лет назад. В связи с этим, можно предположить, что Ми-Го путешествуют во времени используя мозговые цилиндры либо, когда летают на своих огромных крыльях в эфире космоса.

## Юггот в произведениях других писателей
Последователи «Мифов Ктулху» добавляли собственные вымышленные миры к названиям Лавкрафта — так появились сведения, что это огромная планета, движущаяся по орбите, перпендикулярной орбитам остальных планет Солнечной системы, где-то за Нептуном. Юггот вращается под углом 90 градусов к плоскости эллипса. Это родина «старшей расы» югготианцев, которые давно вымерли. Можно встретить упоминания, что Юггот находится в поясе Койпера, рассеянном диске или даже так далеко, как облако Оорта. На'морха (англ. Na'morha) — город на Югготе.
Некоторые последователи ссылаются на творчество Кларка Эштона Смита, который пишет, что Юггот расположен на краю бездны, в которой обитает ужасный Древний бог Ксаксалут (англ. Cxaxukluth). Временами, когда он поднимается из бездны, Ми-го вынуждены покидать города. Ми-Го добывают на Югготе ценный металл Ток'л (англ. Tok'l), используемый ими для изготовления цилиндров для хранения мозгов и других целей (например, религиозных).
Рэмси Кемпбэлл упоминает запретную книгу «Откровения Глааки», в которой описаны локации Юггота: город зеленых пирамид и бездна, что может быть «Ямой Шогготов». Это тёмный негостеприимный мир; его поверхность разорена сильными ветрами, а «моря» и «реки» состоят из тёплого маслянистого вещества, что вяло течёт под базальтовыми мостами. Города, башни и шахты существуют на суше и море. Обитающие на Югготе Доалоты (англ. Daoloth) поклоняются Йог-Сототу.
Ричард Лупофф пишет в рассказе «Как была открыта Гурская зона» (1977), что вокруг Юггота находится Гурская зона (англ. Ghooric Zone).
Грегори Николл в рассказе «Из глубин и дальше» (англ. From the Deep and Beyond) описывает Раандиз, акулоподобных существ, родственных Глубоководным, которые обитают в бермудском треугольнике и путешествует в Иные миры через врата, известные как «Порог Юггота», что, предположительно, были созданы на Югготе.
Алан Рассел в книге «Путеводитель Рассела по межпространственным сущностям» (англ. Russell's Guide to Interdimensional Entities) (2016) пишет, что Юггот создан из останков группы из девяти Внешних богов, поклоняющихся Азатоту. На поверхности их тел Ми-го построили искусственную поверхность.